# Sterculia bracteata
Sterculia bracteata är en malvaväxtart som beskrevs av François Gagnepain. Sterculia bracteata ingår i släktet Sterculia och familjen malvaväxter. Inga underarter finns listade i Catalogue of Life.